# James Murphy (gitarzysta)
James Franklin Murphy (ur. 30 lipca 1967 w Portsmouth) – amerykański muzyk, kompozytor i instrumentalista, a także producent muzyczny i inżynier dźwięku, specjalista z dziedziny masteringu. James Murphy znany jest przede wszystkim jako gitarzysta, popularność zyskał za sprawą występów w zespołach Death, Obituary i Testament. Był także członkiem takich zespołów jak: Agent Steel, Cancer i Konkhra. Od 1992 roku z przerwami gra w zespole Disincarnate. Od 1995 roku prowadzi solową działalność artystyczną.
Wystąpił gościnnie na płytach takich zespołów i wykonawców jak: Abigail Williams, Bloodsoaked, Broken Hope, Crotchduster, Dååth, Dekapitator, Demise, Enforsaken, Explorers Club, Firewind, Freak Neil Inc., Gorguts, HavocHate, John West, Malevolent Creation, Martriden, Memorain, Nevermore, Rise, Solstice, Summon, The Absence, The Clan Destined, Transmetal czy Warrel Dane.
Jest właścicielem studia nagraniowego SafeHouse Production. Jako producent muzyczny i inżynier dźwięku współpracował m.in. z takimi zespołami jak: ...And Oceans, Abaddon Incarnate, Alestorm, Arsis, Augury, Avulsed, Burning Human, Drawn and Quartered, Dreamlore, Engaged in Mutilating, Impaled, Jungle Rot, Krieg, Lazarus A.D., Merciless Terror, MercyKill, Michael Angelo Batio, Novembers Doom, Only Human, Rude Revelation, Secrets She Kept, Sigh, Summon, System Divide, Thanatopsis, The Atlas Moth, Thus Defiled, Vondur, War oraz World Under Blood. Publikował także lekcje gry na gitarze na łamach czasopisma Guitar Player.
W 2001 roku u muzyka zdiagnozowano złośliwy nowotwór mózgu. Po przeprowadzonej operacji Murphy powrócił do zdrowia. W 2011 roku gitarzysta oznajmił, iż wykryto u niego niezłośliwy nowotwór mózgu.

## Dyskografia
- Obituary – Cause of Death (1990, Roadrunner Records)
- Death – Spiritual Healing (1990, Combat Records)
- Cancer – Death Shall Rise (1991, Restless Records)
- Disincarnate – Dreams of the Carrion Kind (1993, Roadrunner Records)
- Testament – Low (1994, Atlantic Records)
- Testament – Live at the Fillmore (1995, Burnt Offerings)
- James Murphy – Convergence (1996, Shrapnel Records)
- Konkhra – Weed Out the Weak (1997, Diehard)
- James Murphy – Feeding the Machine (1999, Shrapnel Records)
- Konkhra – The Freakshow (EP, 1999, Diehard)
- Testament – The Gathering (1999, Spitfire Records)
- Konkhra – Come Down Cold (1999, Diehard)
- Konkhra – Nothing is Sacred (2009, Target)

## Filmografia
- Death Metal: A Documentary (2003, film dokumentalny, reżyseria: Bill Zebub)